# Hessische Landesausstellung
Unter der Bezeichnung Hessische Landesausstellung können die staatlichen Museen aus Hessen ihre Bestände und Leihgaben zu ausgewählten Themen in zeitlich befristeten Sonderausstellungen präsentieren. Die Landesausstellungen befassen sich hauptsächlich mit Themen, die einen Bezug zu Hessen haben und werden daher vom Land Hessen bezuschusst.

## Ausstellungen
- Ulrich von Hutten - Ritter, Humanist, Publizist 1488 - 1523. Große Ausstellung des Landes Hessen vom 3. Juli bis zum 11. September 1988 in Schlüchtern aus Anlass des 500. Geburtstages Ulrich von Huttens.[1] Am 21. April 1488 kam Ulrich von Hutten auf der Burg Steckelberg zur Welt. Zur Ausstellung erschien ein großformatiger wissenschaftlicher Katalog von 468 Seiten.[2]
- Hessen und Thüringen - Von den Anfängen bis zur Reformation. Eine Ausstellung des Landes Hessen vom 27. Mai 1992 bis zum 26. Juli 1992 im Landgrafenschloss Marburg und vom 26. August 1992 bis zum 25. Oktober 1992 auf der Wartburg in Eisenach. Die hessische Landesausstellung „Hessen und Thüringen - Von den Anfängen bis zur Reformation“ war das bis dahin größte Vorhaben des Landes Hessen dieser Art. Das Unternehmen wurde vom damaligen hessischen Ministerpräsidenten Walter Wallmann im Winter 1987/88 angeregt, als noch niemand vorhersehen konnte, dass 1990 die Deutsche Wiedervereinigung kommen würde. Am 29. Februar 1988 wurde das Exposé unterzeichnet, welches die zentralen Rahmenbedingungen der Ausstellung skizzierte, welches sich vom Grundkonzept her auf etwa 400 hessische, altbundesdeutsche und westeuropäische Exponate beschränkte. Der Hessische Landtag bewilligte für diese Landesausstellung 2,4 Millionen DM.[3] Als Termin wurde das Jahr 1992 gewählt, da 700 Jahre früher, am 12. Mai 1292, Landgraf Heinrich I. von Hessen in den Kreis der Reichsfürsten aufgestiegen war, ein für die hessische Landesgeschichte sehr wichtiges Ereignis. Wissenschaftlicher Träger der Ausstellung wurde das Historische Institut der Justus-Liebig-Universität Gießen, Abteilung Landesgeschichte. Dieses arbeitete bei der Ausstellungsvorbereitung eng mit der Historischen Kommission für Hessen in Marburg unter dem Vorsitz von Walter Heinemeyer zusammen. Als dann am 9. November 1989 die Berliner Mauer fiel und 1990 das Land Thüringen wieder errichtet wurde, bot sich die Gelegenheit, die Landesausstellung um weitere 400 Exponate aus bisher ostdeutscher und osteuropäischer Provenienz zu erweitern und die Ausstellung auch in Thüringen zu zeigen. Damit wurde das ursprüngliche Konzept wesentlich erweitert und zu einer repräsentativen Gesamtschau der historischen Verflechtung zweier politisch-räumlicher Nachbarländer. An der Ausstellung beteiligten sich rund 160 Museen, Archive, Bibliotheken und Privatpersonen.[4]
- Das Rätsel der Kelten vom Glauberg. 24. Mai bis 1. September 2002, Schirn Kunsthalle Frankfurt am Main[5]
- König Lustik!? - Jérôme Bonaparte und der Modellstaat Königreich Westphalen. 19. März bis 29. Juni 2008, Kassel.[6] Die Hessische Landesausstellung 2008 stand unter der Schirmherrschaft des Hessischen Ministerpräsidenten Roland Koch und wurde von der Museumslandschaft Hessen Kassel in Zusammenarbeit mit der Réunion des musées nationaux und dem Musée national du château de Fontainebleau veranstaltet. Die Landesausstellung widmete sich dem nur sechs Jahre, von 1807 bis 1813, bestehenden Königreich Westphalen, welches als französischer Modellstaat die erste geschriebene Verfassung und das erste Parlament eines deutschen Landes hervorbrachte. Die kurze Existenz dieses Staates ging auch mit umfangreichen Investitionen in Kunst und Kultur einher, welche die Region nachhaltig prägten.[7][8] Die Ausstellung umfasste etwa 600 Objekte von 180 Leihgebern und wurde durch ein umfangreiches Rahmenprogramm begleitet.[9]
- EXPEDITION GRIMM. 27. April bis 8. September 2013, documenta-Halle Kassel[10]
- Georg Büchner. Revolutionär mit Feder und Skalpell. 13. Oktober 2013 bis 16. Februar 2014, Darmstadt. Die Landesausstellung stand unter der Schirmherrschaft des Staatsministers für Kultur und Medien Bernd Neumann und des hessischen Ministerpräsidenten Volker Bouffier und war der Höhepunkt der Georg Büchner Gedenkjahre 2012/2013[11]

## Ausstellungen der Länder Baden-Württemberg, Rheinland-Pfalz und Hessen
Die Reiss-Engelhorn-Museen deklarierten die 2010 und 2013 durchgeführten Ausstellungen über die Staufer und Wittelsbacher zwar als Ausstellung der Länder Baden-Württemberg, Hessen und Rheinland-Pfalz, übernahmen jedoch die komplette Verantwortung und Finanzierung der Ausstellungen selbst. Das Land Hessen war lediglich über die Hessische Schlösserverwaltung Partner der Ausstellungen und organisierte eine Begleitausstellung im Schloss Erbach.
- Die Staufer und Italien. 19. September 2010 bis 20. Februar 2011, Ausstellung der Länder Baden-Württemberg, Rheinland-Pfalz und Hessen. Diese erste gemeinsame Ausstellung der drei Länder fand 30 Jahre nach der großen Staufer-Ausstellung in Stuttgart 1977 statt. Sie wurde von den Reiss-Engelhorn-Museen in Mannheim durchgeführt.[12][13]
- Die Wittelsbacher am Rhein. Die Kurpfalz und Europa. 8. September 2013 bis 2. März 2014, 2. Ausstellung der Länder Baden-Württemberg, Rheinland-Pfalz und Hessen[14][15]